# Kućica
Kuçicë en albanais et Kućica en serbe latin (en serbe cyrillique : Кућица) est une localité du Kosovo située dans la commune/municipalité de Skenderaj/Srbica et dans le district de Mitrovicë/Kosovska Mitrovica. Selon le recensement kosovar de 2011, elle compte 547 habitants.

## Histoire
Dans le village, le moulin de Zenel Bek est proposée pour une inscription sur la liste des monuments culturels du Kosovo.

## Démographie

### Évolution historique de la population dans la localité
| 1948 | 1953 | 1961 | 1971 | 1981 | 1991 | 2011 |
| ---- | ---- | ---- | ---- | ---- | ---- | ---- |
| 413  | 448  | 510  | 545  | 632  | 667  | 547  |

|  |

### Répartition de la population par nationalités (2011)
En 2011, les Albanais représentaient 97,26 % de la population.